# Kannaikana Agrahara, Anekal
Kannaikana Agrahara là một làng thuộc tehsil Anekal, huyện Bangalore Urban, bang Karnataka, Ấn Độ.